# Колаковский, Лешек
Лешек Колаковский (пол. Leszek Kołakowski; 23 октября 1927, Радом — 17 июля 2009, Оксфорд) — польский философ.
Наиболее известен ныне своей трехтомной историей «Основные течения марксизма».

## Биография
Отец — педагог и публицист, в 1943 году был расстрелян гестапо. Во время нацистской оккупации польские школы были закрыты, и Лешеку Колаковскому оставалось заниматься самообразованием (он раздобыл несколько томов энциклопедии и, как впоследствии вспоминал, изучил всё на буквы A, D и E, но ничего — на буквы B и C).
В 1945 году Лешек Колаковский поступил в Лодзинский университет, а в 1947 году вступил в Польскую рабочую партию. В 1953 году защитил диссертацию по философии Спинозы в Варшавском университете, в котором впоследствии преподавал историю философии с 1959 по 1968 год.
В 1950 году подписал открытое письмо с осуждением философа Владислава Татаркевича за нападки на «социалистическое строительство в Польше» и «деморализацию» студентов. В одной из статей того времени Колаковский осудил религиозные убеждения, утверждая между прочим, что «автор мнимой автобиографии, за которую выдают Священное Писание, не очень-то умён».
Будучи в 1951—54 годах сотрудником Института подготовки научных кадров при ЦК ПОРП, совершил поездку в СССР, где, по его утверждению, увидев «реальный социализм», изменил свои про-сталинские взгляды. Он перешёл на позиции гуманистического прочтения марксизма, характерные для «восточноевропейских ревизионистов».
Однако нельзя не учитывать и того фактора, что как раз в это время в СССР и в других соцстранах происходили существенные политические перемены, выражавшиеся в пришествии к власти Хрущёва, в отстранении сторонников политики, проводимой Сталиным, и в постепенном отказе от выработанных им направлений во внешней и во внутренней политике. Новое советское руководство стало поощрять антисталинские тенденции как в СССР, так и во всех других странах соцлагеря. После этого в 1957 году в варшавском журнале «Nowa Kultura» появилась четырёхчастная статья с критикой как советского строя, образовавшегося при Сталине, так и политики Владислава Гомулки, которого Колаковский упрекал в слишком осторожном и медленном отмежевании от «сталинщины».
В 1957 году стал главным редактором журнала «Studia Filozoficzne». В 1959 году возглавил кафедру истории современной философии в Варшавском университете. В 1966 году после лекции, на которой подвёл итоги десятилетия, был исключён из рядов ПОРП и лишён кафедры.
В 1968 году после мартовских студенческих протестов (начавшихся в Варшавском университете) Колаковскому запретили преподавать. Тогда он эмигрировал в США и в том же году стал приглашённым профессором факультета философии Университета Макгилла в Монреале, а в следующем году переместился в Калифорнийский университет в Беркли.
В 1970 году его утвердили старшим научным сотрудником (англ. senior research fellow) Колледжа Всех Душ Оксфордского университета (с 2004 года он стал почётным сотрудником Колледжа). В 1974 году Лешек Колаковский был приглашён и часть года проработал в Йельском университете, а с 1981 по 1994 год был профессором-совместителем в Комитете по общественной мысли и на факультете философии Университета Чикаго.
С 1977 по 1980 год являлся официальным представителем за рубежом «Комитета защиты рабочих». Сотрудничал также с Польским независимым соглашением.
В 1980-х поддерживал «Солидарность» тем, что давал интервью, писал, организовывал сбор средств. После 1989 года активно участвовал в общественной жизни Польши, выступая по радио и на телевидении, сотрудничая с «Gazeta Wyborcza» Адама Михника.
Скончался 17 июля 2009 года в Оксфорде. Похоронен 29 июля в Варшаве на кладбище Воинские Повонзки.
Остались жена Тамара и дочь.

### Награды и премии
В 1983 Колаковский был удостоен европейской премии Эразмус, в 1994 Премии Алексиса де Токвиля за гуманизм.
В 2007 году он получил престижную Иерусалимскую премию, а незадолго до этого — ещё 2 важные награды: в 2003 году — Премию Клюге, а в 2006 году — медаль св. Георгия.

## Творчество

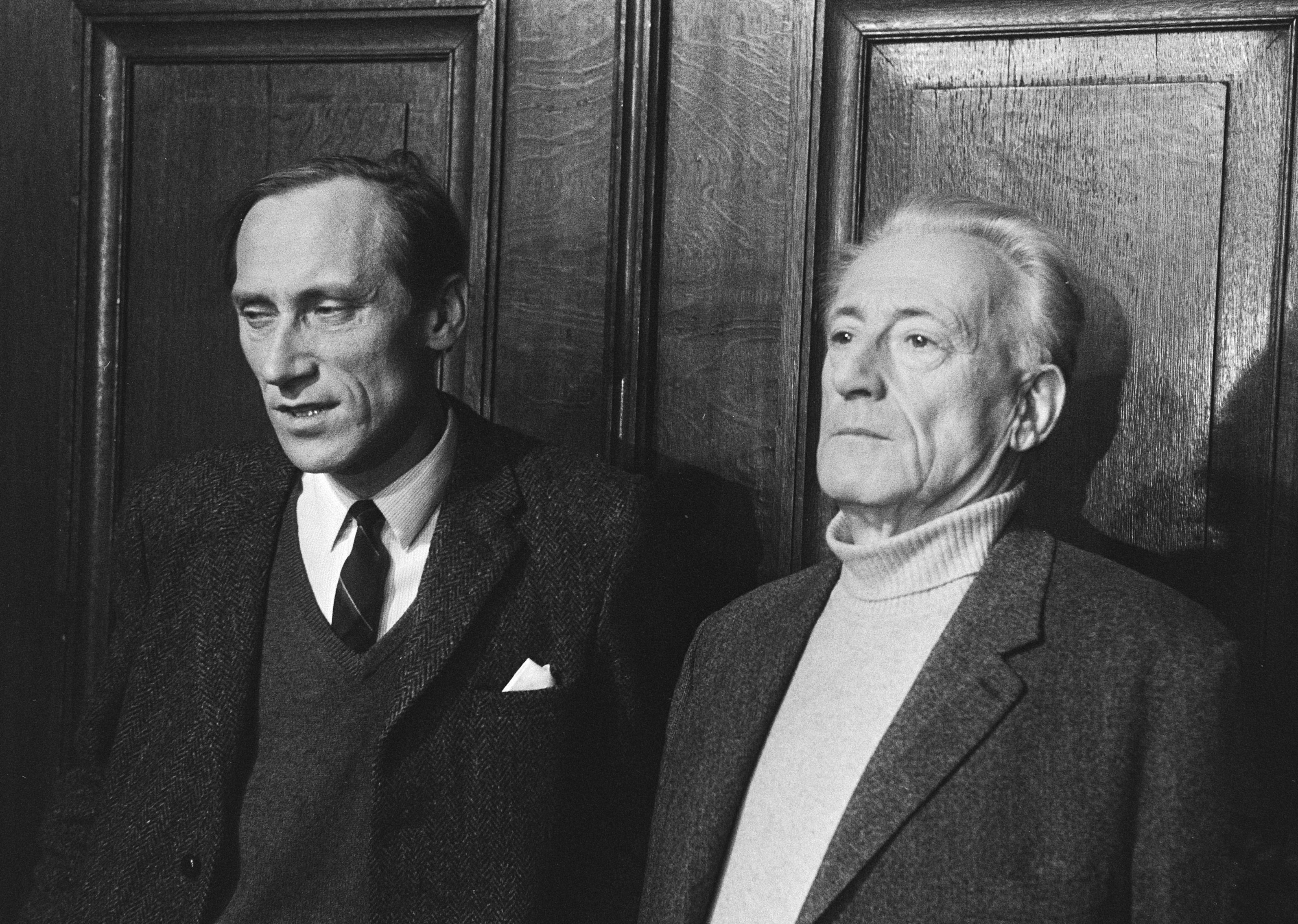
Лешек Колаковский и французский неомарксист Анри Лефевр, 1971 год

Колаковский — специалист по марксизму, первое время — его сторонник, затем — резкий критик.
Начиная с 1970 года, Колаковский всё плотнее связывает свою жизнь с Оксфордским университетом, и несмотря на курсы лекций, прочитанные им в Йельском и Чикагском университете, обосновывается в Англии.
Несмотря на свои изыскания и неприятие марксизма, Колаковский продолжает видеть в Марксе философа, хотя и не разделяет его взгляды. Капитальный труд на эту тему: «Основные направления марксизма» (1976—1978).
На Западе Колаковский также получил известность как специалист по Гуссерлю. Как ни странно, но к Гуссерлю Колаковский предъявляет претензии, фактически, с марксистских позиций. Так, он указывает на то, что Гуссерль пропагандирует, якобы, «уход от жизни», поскольку у Гуссерля проблема перебрасывания моста от Я к обществу, согласно Колаковскому, «неразрешима» (см. работу Лешека Колаковского «Гуссерль и поиск достоверности», Нью-Хейвен 1975, с. 80.). Нам остается, как считает Колаковский, «или последовательный эмпиризм, с его релятивистскими, скептическими результатами „или“ трансцендентальный догматизм, который не может в действительности оправдать себя и остаётся, в конце концов, произвольным решением» (там же, с. 85).

## Библиография

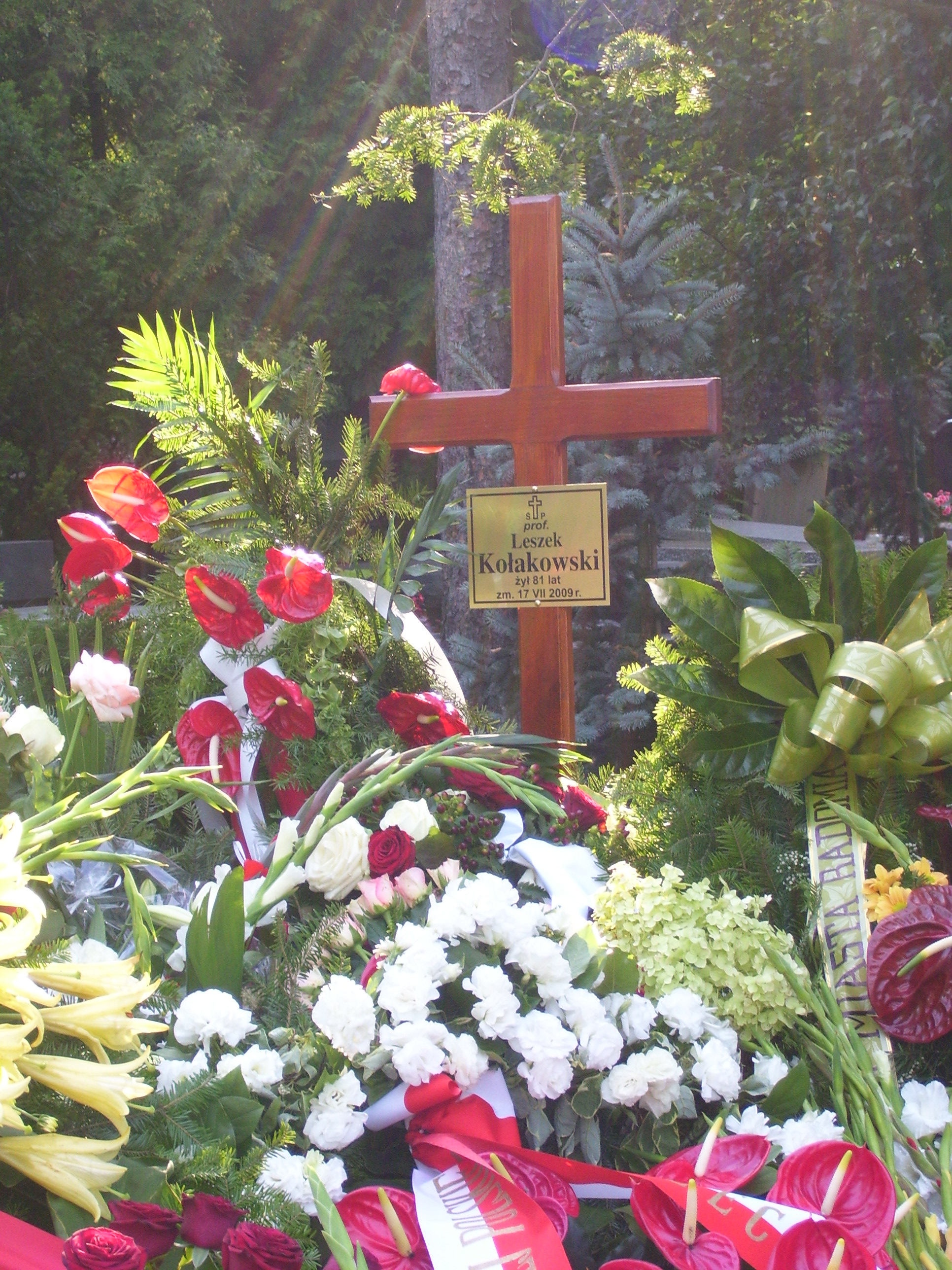
Могила Лешека Колаковского на кладбище Воинское Повонзки